# Henschiella
Henschiella is een geslacht van wantsen uit de familie van de Enicocephalidae. Het geslacht werd voor het eerst wetenschappelijk beschreven door Horváth in 1888.

## Soorten
Het genus bevat de volgende soorten:

- Henschiella aetheria (Bergroth, 1916)
- Henschiella alluaudi (Jeannel, 1919)
- Henschiella basilewskyi Villiers, 1960
- Henschiella congoensis Stys, 1968
- Henschiella griveaudi Villiers, 1969
- Henschiella linnavuorii Villiers, 1968
- Henschiella madecassa Villiers, 1958
- Henschiella pellucida Horváth, 1888
- Henschiella saigusai Miyamoto, 1965
- Henschiella seguyi (Villiers, 1955)
- Henschiella sudanica Villiers, 1968